# Великая стена Слоуна
Великая стена Сло́уна (англ. Sloan Great Wall) — комплекс сверхскоплений галактик, простирающийся более чем на миллиард световых лет. Представляет собой плоскую структуру из галактик и пустот, вторую по размеру из известных подобных структур во Вселенной (была первой до обнаружения в 2013 году Великой стены Геркулес — Северная Корона).
В длину «стена» простирается на 1,37 миллиарда световых лет. Располагается она приблизительно на расстоянии 1,2 миллиарда световых лет от Земли.
Великая стена Слоуна в 2,74 раза больше Великой стены CfA2, предыдущего рекордсмена по протяжённости. Радиусом она 1,38 млрд св. л. (1,3⋅1025 м, или 13 Им), что составляет примерно 1/60 от диаметра наблюдаемой Вселенной. Расположена в самой плотной области структур Вселенной, за ней следует Сверхскопление Девы — Волос Вероники (SCL 111).
Об открытии Великой стены Слоуна было объявлено 20 октября 2003 года учёными Дж. Ричардом Готтом и Марио Юричем из Принстонского университета. Это открытие было сделано благодаря данным Слоановского цифрового небесного обзора (SDSS).